# クリスティアン・メラー
クリスティアン・メラー（Christian Möller, 1940年4月29日 - ）は、ドイツの神学者。ハイデルベルク大学の実践神学 (Praktische Theologie) の名誉教授でもある。

## 学生時代
ゲルリッツで牧師の子として出生。1946年から1950年までゲッセルの小学校で学んだ後、東ドイツの教育から逃れるために、西ベルリンの福音主義教会の寮に送られた。1950年から1959年までグラウ修道院 (Grauen Kloster) の福音主義教会の学校に通い、1959年に卒業した。1959年から1965年まで神学を学んだ。ベルリンでは、エルンスト・フックスの解釈学と新約聖書釈義を学び、チューリッヒではエルハルト・エーベリングの宗教改革の神学 (reformatorische Theologie) を学んだ。またマールブルク大学では、フックスの解釈学とアルフレート・ニーベルガルの実践神学を学んだ。1968年、マールブルク大学でフックスの指導を受けて学位を得た。

## 牧師と大学教授
1972年まで、カッセル近郊のヴォルフバーゲンで牧会にあたり、ルドルフ・ボーレンがヴッパータール・ベーテル神学大学からハイデルベルク大学の教授になったときに、ヴッパータールで実践神学を教えるようになった。また、ボーレンが教授を退任した後、ハイデルベルク大学の教授となった。このときに、ハイデルベルク大学の組織神学のローター・シュタイガー博士とともに実践神学の部門に移り、この2人がボーレンの後継者となった。2005年に65歳の定年を迎えた。

## 著作作品
メラーの著作活動では、1987年に第1巻、1990年に第2巻を刊行した『教会形成論』(Die Lehre vom Gemeindebau) が一つの頂点である。これを加藤常昭は「その名にふさわしい、学問的な組織を整えた著述」と評している。そのほかでは、『教会形成としての礼拝』(Gottesdienst als Gmeindebau) 第1巻が1988年、第2巻が1990年に刊行された。信徒の長老むけに『主が家を建てられるのでなければ……』(Wenn der Herr nicht das Haus baut...) が出版されている。
日本語訳としては、以下がある。
- 『慰めの共同体 教会』（加藤常昭訳、教文館、2000年）
- 『慰めのほとりの教会』（加藤常昭訳、教文館、2006年）
- 『説教の喜び』（説教塾ブックレット5、キリスト新聞社、2006年）

## 関連サイト
- ハイデルベルク大学でのプロフィールページ